# Argoed (Kinnerley)
Argoed – wieś w Anglii, w hrabstwie Shropshire. Leży 18 km na północny zachód od miasta Shrewsbury i 242 km na północny zachód od Londynu.